# Vixniovka (Volgograd)
|  | Per a altres significats, vegeu «Vixniovka». |

Vixniovka (en rus: Вишнёвка) és un poble (un possiólok) de l'óblast de Volgograd, a Rússia, segons el cens del 2021 tenia 1.118 habitants. Pertany al districte municipal de Pal·làssovka.